# Supercopa d'Europa de futbol 1994
La Supercopa d'Europa de futbol 1994 és una competició que enfrontà el campió de la Lliga de Campions 1993-94, l'AC Milan, i el guanyador de la Recopa d'Europa de 1993-94, l'Arsenal FC. El Milan va guanyar 2–0 en el resultat agregat.

## Partit

### Detalls

#### Anada
| Arsenal FC | 0–0    | AC Milan |
| ---------- | ------ | -------- |
|            | Report |          |

| ARSENAL FC:   |    |                  |     |
| GK            | 1  | David Seaman     |     |
| RB            | 2  | Lee Dixon        |     |
| LB            | 3  | Nigel Winterburn |     |
| CM            | 4  | Stefan Schwarz   |     |
| CB            | 5  | Steve Bould      |     |
| CB            | 6  | Tony Adams       |     |
| CM            | 7  | John Jensen      | 85' |
| CF            | 8  | Ian Wright       |     |
| CF            | 9  | John Hartson     |     |
| CM            | 10 | Ian Selley       |     |
| CF            | 11 | Kevin Campbell   | 74' |
| Substituts:   |    |                  |     |
| DF            | 12 | Martin Keown     |     |
| MF            | 13 | David Hillier    | 85' |
| MF            | 14 | Paul Merson      | 74' |
| MF            | 15 | Eddie McGoldrick |     |
| GK            | 16 | Vince Bartram    |     |
| Entrenador:   |    |                  |     |
| George Graham |    |                  |     |

| AC MILAN:     |    |                       |     |
| GK            | 1  | Sebastiano Rossi      |     |
| RB            | 2  | Mauro Tassotti        |     |
| LB            | 3  | Paolo Maldini         |     |
| CM            | 4  | Demetrio Albertini    |     |
| CB            | 5  | Alessandro Costacurta |     |
| CB            | 6  | Franco Baresi         |     |
| RM            | 7  | Roberto Donadoni      |     |
| CM            | 8  | Marcel Desailly       |     |
| CF            | 9  | Marco Simone          |     |
| LM            | 10 | Dejan Savićević       | 89' |
| CF            | 11 | Daniele Massaro       |     |
| Substituts:   |    |                       |     |
| GK            | 12 | Mario Ielpo           |     |
| DF            | 13 | Filippo Galli         |     |
| DF            | 14 | Stefano Nava          |     |
| MF            | 15 | Stefano Eranio        |     |
| FW            | 16 | Paolo Di Canio        | 89' |
| Entrenador:   |    |                       |     |
| Fabio Capello |    |                       |     |

#### Tornada
| AC Milan                | 2–0    | Arsenal FC |
| ----------------------- | ------ | ---------- |
| Boban 41' · Massaro 67' | Report |            |

| AC MILAN:     |    |                       |     |
| GK            | 1  | Sebastiano Rossi      |     |
| RB            | 2  | Mauro Tassotti        |     |
| LB            | 3  | Christian Panucci     |     |
| CM            | 4  | Demetrio Albertini    |     |
| CB            | 5  | Alessandro Costacurta |     |
| CB            | 6  | Franco Baresi         |     |
| RM            | 7  | Roberto Donadoni      |     |
| CM            | 8  | Marcel Desailly       |     |
| CM            | 9  | Zvonimir Boban        |     |
| LM            | 10 | Dejan Savićević       | 89' |
| CF            | 11 | Daniele Massaro       | 80' |
| Substituts:   |    |                       |     |
| GK            | 12 | Mario Ielpo           |     |
| DF            | 13 | Filippo Galli         |     |
| MF            | 14 | Stefano Eranio        | 80' |
| FW            | 15 | Paolo Di Canio        | 89' |
| FW            | 16 | Alessandro Melli      |     |
| Entrenador:   |    |                       |     |
| Fabio Capello |    |                       |     |

| ARSENAL FC:   |    |                  |     |
| GK            | 1  | David Seaman     |     |
| RB            | 2  | Lee Dixon        | 66' |
| LB            | 3  | Nigel Winterburn |     |
| CM            | 4  | Stefan Schwarz   |     |
| CB            | 5  | Steve Bould      |     |
| CB            | 6  | Tony Adams       |     |
| CF            | 7  | Kevin Campbell   | 76' |
| CF            | 8  | Ian Wright       |     |
| CF            | 9  | John Hartson     |     |
| CM            | 10 | Paul Merson      |     |
| CM            | 11 | Ian Selley       |     |
| Substituts:   |    |                  |     |
| DF            | 12 | Martin Keown     | 76' |
| DF            | 13 | Andy Linighan    |     |
| MF            | 14 | John Jensen      |     |
| MF            | 15 | Ray Parlour      | 66' |
| GK            | 16 | Vince Bartram    |     |
| Entrenador:   |    |                  |     |
| George Graham |    |                  |     |

| Supercopa d'Europa 1994 |
| ----------------------- |
| Itàlia                  |
| AC Milan Tercer títol   |